# سلسلة إندي كار 2009
سلسلة إندي كار 2009 (بالإنجليزية: 2009 IndyCar Series)‏ هو موسم من سلسلة إندي كار. أقيم خلال الفترة 5 أبريل 2009 وحتى 10 أكتوبر 2009، وشارك فيه  42 فريقاً، وفاز فيه داريو فرانشيتي.